# Aleiodes cameronii
Aleiodes cameronii är en stekelart som först beskrevs av Dalla Torre 1898.  Aleiodes cameronii ingår i släktet Aleiodes och familjen bracksteklar. Inga underarter finns listade i Catalogue of Life.